# وينونا لادوك
وينونا لادوك (بالإنجليزية: Winona LaDuke) (مواليد 18 أغسطس، 1959) هي عالمة بيئة، وعالمة اقتصاد، وكاتبة أمريكية، تُعرف بعملها عن مطالبات الأراضي القبلية والحفاظ عليها، وكذاك التنمية المستدامة. وصفت نفسها في مقابلة في شهر ديسمبر عام 2018 على أنها مزارعة قنب صناعي.
في عامي 1996 و2000، ترشَّحت لمنصب نائب الرئيس باعتبارها مرشحة حزب الخضر الأمريكي، في قائمة انتخابية برئاسة رالف نادر. هي المديرة التنفيذية لأونور ذي إرث، وهي منظمة محلية للدفاع عن البيئة التي لعبت دورًا فعالًا في مظاهرات خط أنابيب داكوتا.

## حياتها المبكرة وتعليمها

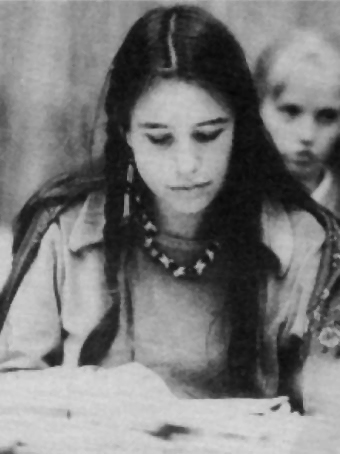
العالِمة وينونا لادوك في مرحلة الدّراسة

وينونا (معناه «الابنة الأولى» في لغة داكوتا) وُلدت لادوك عام 1959 في لوس أنجلوس، كاليفورنيا، لوالديها بيتي برنشتاين وفينسنت لادوك (الذي عرف لاحقًا باسم سن بير). كان والدها من محمية الأرض البيضاء لشعب الأجيبوي في مينيسوتا، ووالدتها من أصل يهودي أوروبي من برونكس، نيويورك. بالرغم من قضاء لادوك بعضًا من طفولتها في لوس أنجلوس، نشأت بشكل رئيسي في آشلاند، أوريغون. بسبب تركة والدها، أُدرجت ضمن شعب الأجيبوي هناك في سن مبكرة، ولكنها لم تعش في الأرض البيضاء، أو أي محمية أخرى، حتى عام 1982. بدأت بالعمل في الأرض البيضاء بعد تخرجها من الكلية، حيث حصلت وظيفة مديرة مدرسة ثانوية.
بعد زواج والديها، عمل فنسنت لادوك ممثلًا في هوليوود، بأدوار مساعدة في الأفلام الغربية، بينما أكملت بيتي لادوك دراستها الأكاديمية. انفصل الزوجان عندما كان عمر وينونا خمسة أعوام، وحصلت والدتها على وظيفة مدرسة فنون في كلية ساوث أوريغون، التي تعرف الآن باسم جامعة ساوث أوريغون في آشلاند، والتي كان حينها مدينة صغيرة لقطع الأشجار ومدينة جامعية بالقرب من حدود كاليفورنيا. وفي ثمانينيات القرن العشرين، أعاد والد لادوك فينسنت اكتشاف نفسه ليكون قائدًا روحانيًا لحركة العهد الجديد واتخذ لنفسه اسم سن بير.
أثناء نشأتها في آشلاند، ارتادت لادوك مدرسة عامة وكانت في فريق المناقشة في الثانوية. ارتادت جامعة هارفارد، حيث أصبحت جزءً من مجموعةٍ أكبر من النشطاء الهنود، وتخرجت عام 1982 مع شهادة البكالوريوس في الاقتصاد (التنمية الاقتصادية الريفية). عندما انتقلت لادوك إلى الأرض البيضاء لم تكن تعرف لغة الأجيبوي، أو العديد من الناس، ولم تُتَقبل بسرعة. وأكملت أثناء عملها بوظيفة مديرة لمدرسة ثانوية محمية مينيسوتا المحلية بحث أطروحتها للماجستير عن اقتصاد كفاف المحمية وأصبحت منخرطة في المشاكل المحلية. حصلت على شهادة الماجستير في تنمية الاقتصادية للمجتمع من خلال برنامج التعليم عن بعد لجامعة أنتيوك.

## مهنتها ونشاطها
أثناء عملها بوظيفة مديرة المدرسة الثانوية، أصبحت لادوك ناشطة. ساعدت في تأسيس شبكة نساء الشعوب الأصلية. عملت مع منظمة ومن أوف أول ريد نيشنز لتروج للتعقيم الإجباري للنساء الأمريكيات من الشعوب الأصيلة.
انخرطت بعد ذلك في النضال لأجل استعادة الأراضي لسكان الأنيشينابه. منحت معاهدة مع الولايات المتحدة لعام 1867 في الأصل منطقة تحوي أكثر من 860,000 هكتار لمحمية الأرض البيضاء الهندية. بموجب قانون نيلسون لعام 1889، وهو محاولة لاستيعاب الأنيشينابه عن طريق تبني نموذج أوروبّي-أمريكي لزراعة الكفاف، خُصصت الأراضي العامة القبلية إلى أسر منفردة. صنَّفت الولايات المتحدة أي أراضٍ إضافية على أنها فائضة، مما سمح ببيعها للناس من غير الشعوب الأصلية. بالإضافة لذلك، باع العديد من الأنيشينابه أراضيهم بشكل منفرد على مدى السنوات؛ ونتج عن هذه العوامل فقدان القبائل السيطرة على أغلب أراضيها. وبحلول منتصف القرن العشرين، حافظت الشعوب على عشر أراضيها فقط ضمن محميتها.
في عام 1989، أسست لادوك مشروع الأرض البيضاء لاستعادة الأراضي (دبليو إي أل آر بّي) في مينيسوتا مع عائدات جائزة حقوق الإنسان من ريبوك. الهدف هو إعادة شراء الأرض ضمن المحمية التي كان قد اشتُريت من قبل ناس ليسوا من السكان الأصليين وإنشاء شركات توفر عملًا للأنيشينابه. بحلول عام 2000، اشترت المؤسسة 1200 هكتارًا، والتي امتلكتها عن طريق وكالة الحفاظ على الأرض لأجل التنازل النهائي عنها للقبيلة.

## الزواج والعائلة
تزوجت لادوك من راندي كاباشيت، أحد قادة الكري، عندما كان يعمل في معارضة مشروع كبير لتوليد الطاقة الكهرومائية بالقرب من موس فاكتوري في أونتاريو. أنجبا طفلين، وتوفي كاباشيت في عام 2013.
أنجبت لادوك وكيفين غاسكو طفلًا في عام 2000. كما قامت برعاية قريبها وقريبتها لفترة طويلة، وهي على علاقة بدون وبدل حاليًا.
احترق منزل لادوك في بونسفورد في ولاية مينيسوتا بينما كانت في بوسطن في 9 نوفمبر عام 2008. لم يصب أحد بأذى، ولكن احترقت جميع ممتلكاتها الشخصية، بما في ذلك مكتبتها الواسعة ومجموعة الأعمال الفنية والتحف الأصلية.